# Sharknado

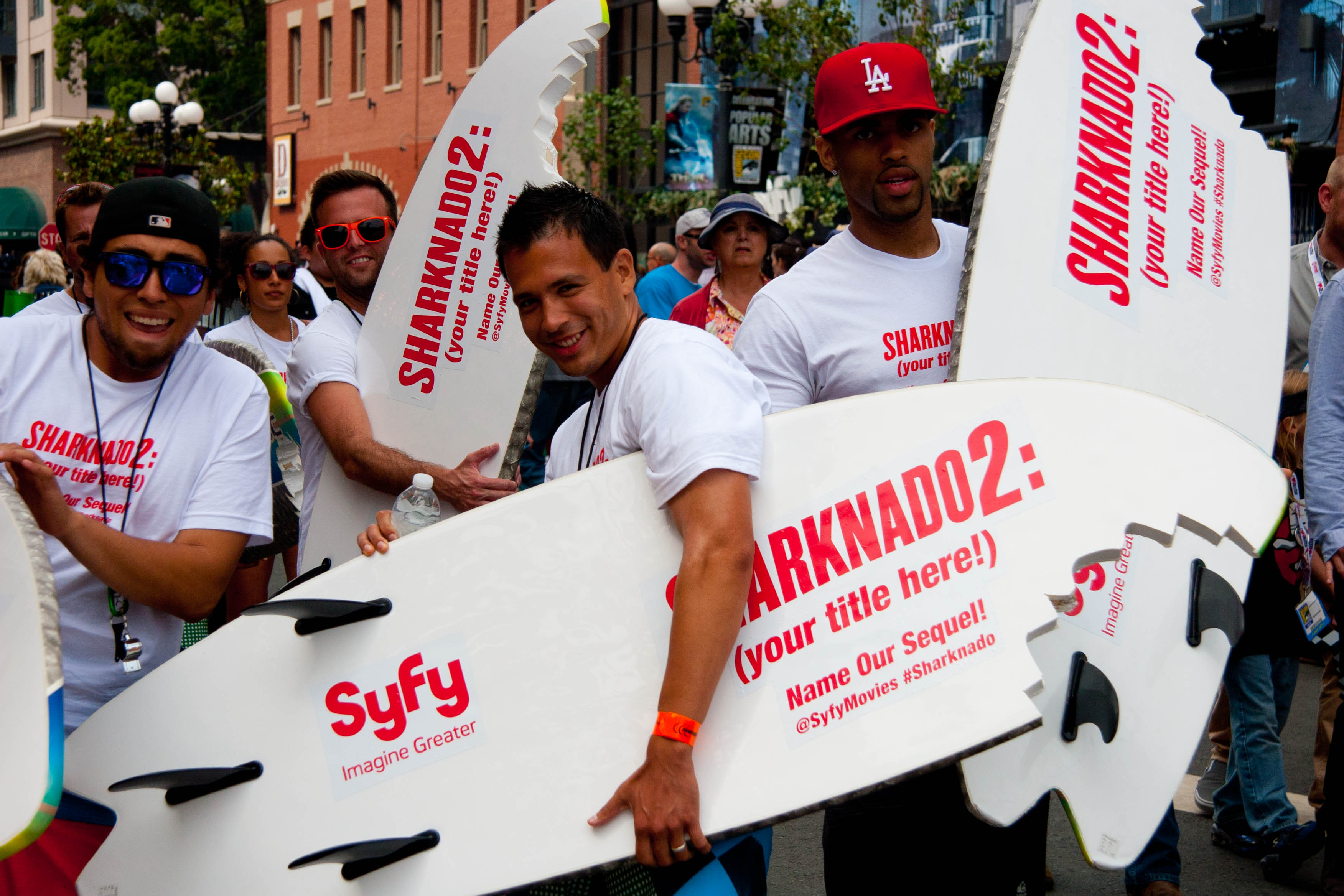
Mensen op San Diego Comic Con International in 2013 maken reclame voor Sharknado 2

Sharknado is een Amerikaanse rampenfilm uit 2013 van The Asylum, met Tara Reid, Ian Ziering en John Heard. De televisiefilm werd op 11 juli 2013 uitgezonden op Syfy en werd direct na de uitzending veel besproken op socialemediawebsites als Twitter.
In 2014 kreeg Sharknado een sequel onder de titel Sharknado 2: The Second One. De vervolgfilm werd op 30 juli 2014 op televisie uitgezonden. Later volgden er nog vier films in de Sharknado-filmserie: Sharknado 3: Oh Hell No! (2015), Sharknado: The 4th Awakens (2016), Sharknado 5: Global Swarming (2017), en voorlopig de laatste The Last Sharknado: It's About Time (2018).

## Verhaal
Een orkaan raast over Los Angeles en zorgt ervoor dat mensenetende haaien door de hele stad verspreid raken. Surfer Fin gaat samen met zijn vrienden Baz en Nova zijn ex-vrouw en dochter proberen te redden. Hij slaagt erin, maar de nieuwe vriend van zijn ex-vrouw wordt opgegeten door de haaien. Ze zoeken nu Matt op, de oudere zoon van Fin die een opleiding tot piloot volgt. Ze besluiten de bedreiging te stoppen door vanuit helikopters bommen op de haaien te gooien.

## Rolverdeling
| Acteur           | Personage             |
| ---------------- | --------------------- |
| Tara Reid        | April Wexler          |
| Ian Ziering      | Finley 'Fin' Shepherd |
| John Heard       | George                |
| Cassie Scerbo    | Nova Clarke           |
| Jaason Simmons   | Baz                   |
| Chuck Hittinger  | Matt Shepherd         |
| Aubrey Peeples   | Claudia Shepherd      |
| Diane Chambers   | Agnes                 |
| Julie McCullough | Joni Waves            |
| Connor Weil      | Luellyn               |
| Robbie Rist      | Robbie                |